# Tierra Del Mar
Tierra Del Mar az Amerikai Egyesült Államok északnyugati részén, Oregon állam Tillamook megyéjében, a U.S. Route 101 közelében elhelyezkedő önkormányzat nélküli település.
A helységet Marie F. Pollock ingatlanfejlesztő nevezte el; az egyik utca az ő nevét viseli. A „tierra del mar” kifejezés jelentése spanyolul „föld a tenger mellett”. Ralph Friedman Tierra Del Mart „növekvő házkupacként” jellemezte.

## A Facebook óceán alatti adatkábele
A lakosok 2019 óta ellenezték a Facebook leányvállalata, az Edge Cable Holdings által tervezett telekommunikációs kábel kiépítését. Az Ázsia és a Fülöp-szigetek irányába zajló adatforgalmat bonyolító kábelt a megye 2020 elején engedélyezte.
A Facebook szerint a 60 terabites JUPITER hálózatról leágaztatott kábellel prineville-i adatközpontjukat egyszerűen összeköthetnék Japánnal és a Fülöp-szigetekkel, valamint a Pacific City alatt húzódó vezetékkel is. Az Edge Cable Holdings 2018-ban Joey Harrington egykori amerikaifutball-játékostól 495 ezer dollár értékben tíz teniszpályányi területet vásárolt meg.
A 2020. április 28-ai fúrások során a kivitelezők 15 méterrel a tengerfenék alatt váratlanul kemény kőzetbe ütköztek. A felszerelés egy részét kimentették, azonban 340 méternyi cső, a fúrófej és huszonötezer liter fúróiszap a fenéken maradt, melyek kiemelését nem tervezik. Az Edge Cable Holdings május 5-én értesítette a megyét a balesetről, azonban a pontos károkat nem közölték; az eset miatt az állami tisztviselők június 17-ére tanácskozást hívtak össze.

## Fordítás
- Ez a szócikk részben vagy egészben  a   Tierra Del Mar, Oregon című angol Wikipédia-szócikk ezen változatának fordításán alapul.  Az eredeti cikk szerkesztőit annak laptörténete sorolja fel. Ez a jelzés csupán a megfogalmazás eredetét és a szerzői jogokat jelzi, nem szolgál a cikkben szereplő információk forrásmegjelöléseként.